# Farmakolit
Farmakolit (lub arsenicyt) – minerał z grupy arsenianów, zbudowany z dwuwodnego wodoroarsenianu wapnia.

## Charakterystyka
Farmakolit jest przezroczystym lub półprzezroczystym minerałem o białej, czerwonawej (gdy zawiera domieszkę kobaltu), zielonawej (gdy zawiera domieszkę niklu) lub żółtawej barwie. Połysk szklisty, jedwabisty albo matowy.
Krystalizuje w układzie jednoskośnym, w formie bardzo małych tabliczkowych, igiełkowatych lub włosowatych kryształów, zebranych w groniaste lub gwiaździste skupienia. Są one bardzo kruche. Jest dość miękki, 2–2,5 w skali Mohsa, a jego gęstość wynosi 2,6 g/cm³.

## Występowanie
Tworzy się jako wykwity i naloty na rudach arsenu. Towarzyszą mu nikielin, chloantyt, erytryn i annabergit. Można go znaleźć w okolicach Salzburga w Austrii, w okolicach Jáchymova w Czechach, w Katalonii w Hiszpanii, w Tazenakht w Maroku, w Badenii-Wirtembergii, Hesji i Saksonii w Niemczech oraz w Nevadzie w Stanach Zjednoczonych.